# Troll Gnet El
Troll Gnet El (originalmente em russo Тролль Гнёт Ель) é uma banda de folk metal da Rússia.
A maioria de suas letras são cantadas em russo, e contam histórias engraçadas sobre Trolls, Anões e outros personagens medievais. A própria banda se auto-denomina Beer Folk, por considerarem suas músicas folclóricas, ideais para o consumo de cerveja.
Devido à dificuldade de pessoas falantes de idiomas não-eslavos terem de pronunciar o verdadeiro nome da banda, ela foi traduzida para Troll Gnet El (no inglês também é conhecida como Troll Bends Fir).
Tudo começou quando, Konstantin Rumyantsev deixou a banda Nomans Land ao terminar do verão de 1999, para seguir seu próprio projeto, juntamente com Maria Leonova.
No outono de 2000, se ingressaram no projeto, Sergei Voevodin e em seguida o baixista Boris Senkin. No período de 2001 a 2003, os violinistas do Troll Gnet El foram Roustam Maminov, Sergei Kuvin, Katja Lozhkomoeva. Na Primavera de 2002, juntou-se a banda, a violinista Anna Fomina.

## Integrantes
- Konstantin "Troll" Rumiantsev (em russo "Константин Румянцев") - Vocais, Guitarra
- Maria "Jetra" Leonova ("Мария Леонова") - Flauta, Vocais
- Sergei "Skjold" Nemtinov ("Сергей Немтинов") - Baixo
- Alexei "Elias" Mester ("Алексей Местер") - Violino
- Sergei "Sigradd" Rubtsov ("Сергей Рубцов") - Percussão

Ex-Integrantes
- Boris Senkin ("Борис Сенькин") - Baixo (2000 - 2007)
- Anna Fomina ("Анна Фомина") - Violino - (2002-2007)
- Nikita Petrov ("Никита Петров") - Bateria - (2004-2006)
- Sergei Voevodin ("Сергей Воеводин") - Bateria - (2000-2004)
- Sergei Kuvin ("Сергей Кувин") - Violino, Bandolim
- Roustam Maminov ("Рустам Маминов") - Violino

## Discografia
- Troll Gnet El (Тролль Гнёт Ель) - 2003
- Hangoverlainen Juhlat (Праздник Похмеляйнен) - 2005
- Konung Hop (Конунг хмель) - 2007
- 1516/Orden Presvetlogo Khmelja (1516/Орден Пресветлого Хмеля) - 2009
- Oktoberfest (Vol.1 irmãos em saltos) (Октоберфест (Vol.1 Братья во Хмелю)) -2010
- Hmellnir (Vol.2 irmãos em saltos) (Хмъелльнир (Vol.2 Братья во Хмелю)) - 2011